# Hagge
Hagge est une localité de la commune de Smedjebacken, dans le comté de Dalécarlie, en Suède.